# Ангерен
Ангерен (нід. Angeren) — село в нідерландській провінції Гелдерланд. Входить до муніципалітету Лінгевард.
Перші згадки про населений пункт датуються початком 9-го сторіччя. Його площа становить 9,59км², а населення станом на 2021 рік складало 2 880 осіб.

## Галерея

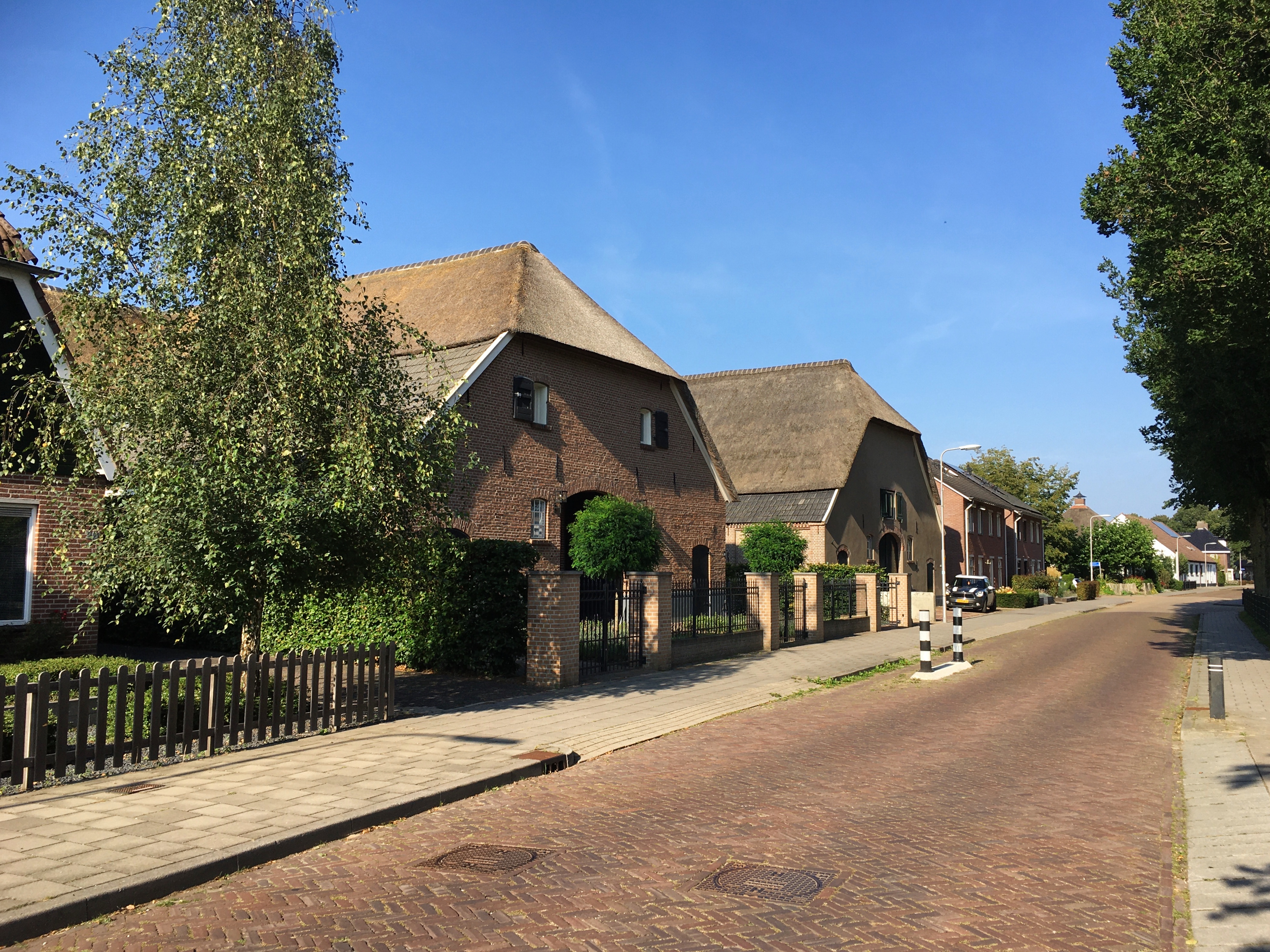
Вулична панорама
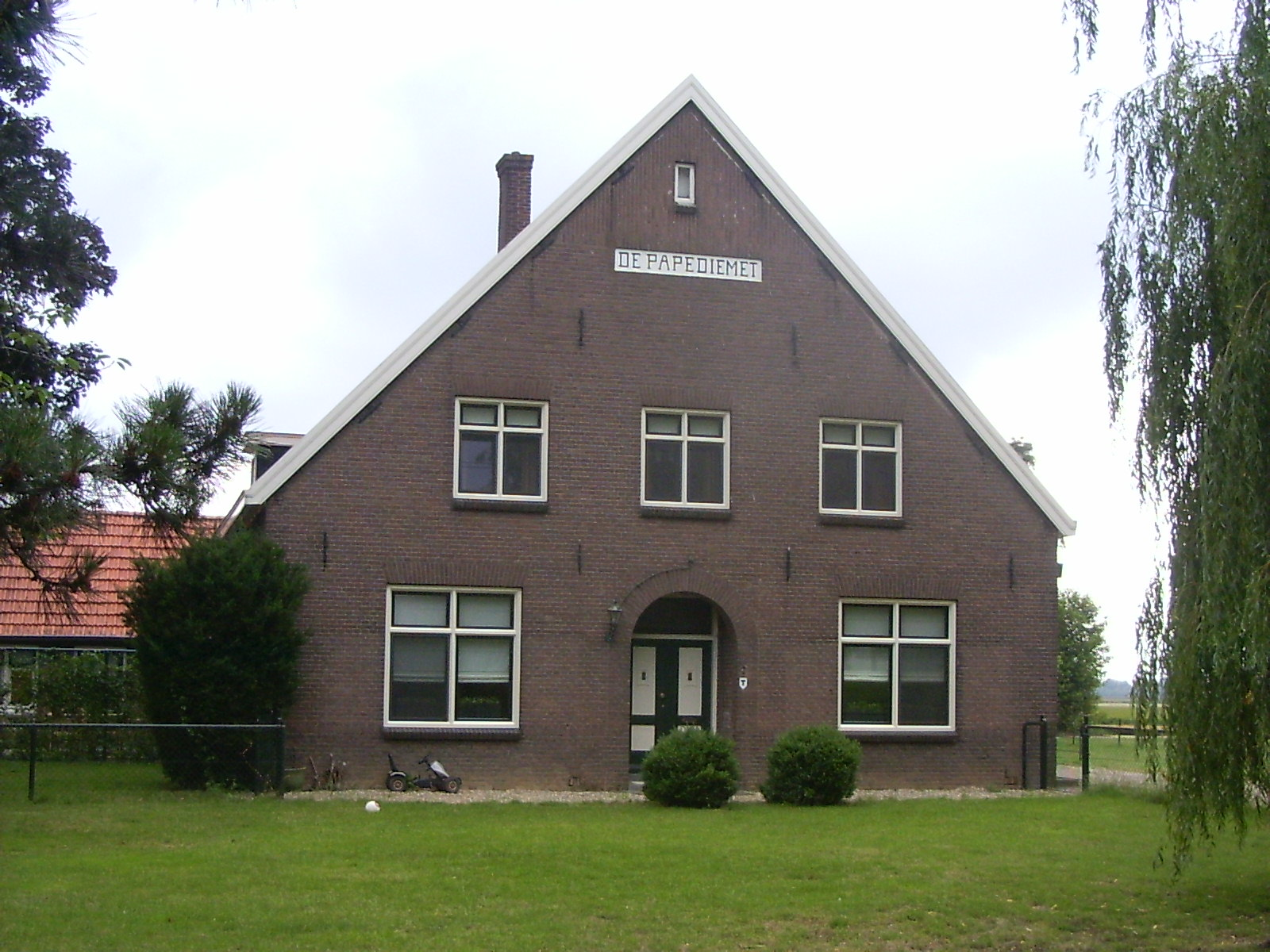
Ферма в Ангерені
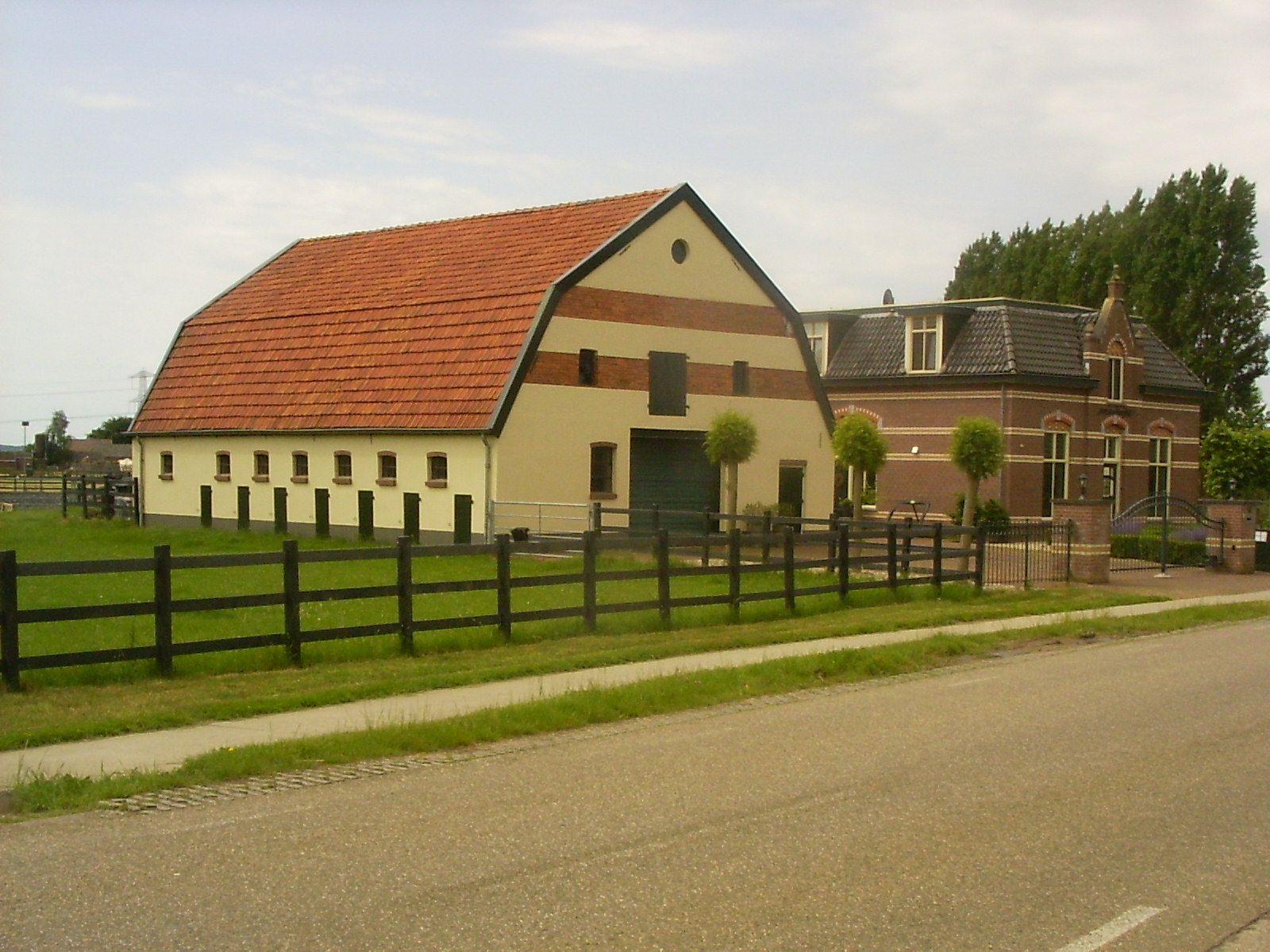
Ферма в Ангерені